# Дизайн користувацького досвіду
Дизайн користувацького досвіду (UX-дизайн, UXD, UED або XD) — це процес визначення досвіду, через який користувач буде проходити, взаємодіючи з компанією, її послугами та продуктами. Рішення щодо UX-дизайну часто базуються на дослідженнях, аналізі даних та результатів тестування, а не на естетичних уподобаннях та думках. На відміну від дизайну інтерфейсу користувача, який фокусується виключно на дизайні інтерфейсу комп'ютера, UX-дизайн охоплює всі аспекти сприйняття користувачем досвіду з продуктом чи веб-сайтом, такі як його зручність використання, корисність, бажаність, сприйняття бренду та загальна продуктивність. UX-дизайн також є складовою частиною досвіду клієнта (CX), який охоплює всі аспекти та етапи досвіду та взаємодії клієнта з компанією.

## Історія
Галузь дизайну користувацького досвіду є концептуальною дисципліною дизайну та має свої коріння в гуманітарних науках та ергономіці, галузі, яка з кінця 1940-х років фокусується на взаємодії між користувачами, машинами та контекстуальним середовищем для проектування систем, які відповідають досвіду користувача. З поширенням комп'ютерів на робочих місцях на початку 1990-х років досвід користувача почав ставати позитивним відкриттям для дизайнерів. Дональд Норман, професор та дослідник у галузі дизайну, використовності та когнітивної науки, створив термін «досвід користувача» та привів його до ширшої аудиторії.
I invented the term because I thought human interface and usability were too narrow. I wanted to cover all aspects of the person's experience with the system including industrial design graphics, the interface, the physical interaction and the manual. Since then the term has spread widely, so much so that it is starting to lose its meaning.— Donald Norman
В громаді дизайну досвіду відбувається дебати щодо її фокусу, які викликані, зокрема, науковцем та практиком у галузі дизайну, Доном Норманом. Норман стверджує, що коли дизайнери описують людей лише як клієнтів, споживачів та користувачів, вони ризикують зменшити свою здатність до здійснення якісного дизайну.

## Елементи

### Дослідження
Дизайн користувацького досвіду використовує підходи дизайну, такі як взаємодія людини з комп'ютером та дизайн з орієнтацією на користувача, і включає елементи з подібних дисциплін, таких як дизайн взаємодії, візуальний дизайн, інформаційна архітектура, користувацькі дослідження та інші.
Друга частина дослідження — розуміння кінцевого користувача та мети застосунку. Хоча це може здатися очевидним для дизайнера, відступити на крок назад та відчути емпатію з користувачем принесе найкращі результати.
Це допомагає виявити та довести або спростувати свої припущення, знайти спільні риси серед цільової аудиторії, та визнати їхні потреби, цілі та моделі мислення.

### Візуальне оформлення
Візуальний дизайн, також відомий як графічний дизайн, дизайн інтерфейсу користувача, дизайн комунікацій та візуальна комунікація, представляє собою естетику або відчуття переднього кінця будь-якого інтерфейсу користувача. Графічне оформлення елементів інтерфейсу часто сприймається як візуальний дизайн. Метою візуального дизайну є використання візуальних елементів, таких як кольори, зображення та символи, для передачі повідомлення своїй аудиторії. Основи психології Гештальта та візуального сприйняття надають пізнавальну перспективу на те, як створити ефективну візуальну комунікацію.

### Інформаційна архітектура
Інформаційна архітектура — це мистецтво та наука структурування та організації інформації в продуктах та сервісах з метою підтримки його зручного використання та знаходження необхідної інформації.
У контексті інформаційної архітектури, інформація відрізняється від знань та даних, і знаходиться між ними в неясному стані. Це інформація про об'єкти, які можуть бути різними — від веб-сайтів до програмного забезпечення, зображень тощо. Крім того, інформаційна архітектура стосується метаданих: терміни, які використовуються для опису та представлення вмісту об'єктів, таких як документи, люди, процеси та організації. Інформаційна архітектура також охоплює те, як структурувати сторінки та навігацію на них.

### Дизайн взаємодії
Визнано, що компонент взаємодії є важливою частиною дизайну користувацького досвіду (UX), зосередженої на взаємодії між користувачами та продуктами. Метою дизайну взаємодії є створення продукту, який забезпечує ефективний та приємний досвід користувача, дозволяючи їм досягати своїх цілей найкращим способом.
Сучасний акцент на дизайн, зорієнтований на користувача, та на вдосконалення користувацького досвіду зробив дизайн взаємодії важливою складовою дизайну користувацького досвіду (UX), який центрується на взаємодії між користувачами та продуктами. Метою дизайну взаємодії є створення продукту, який забезпечує ефективний та приємний досвід для кінцевих користувачів, дозволяючи їм досягати своїх цілей у найкращий спосіб. Взаємодійні дизайнери є критично важливими для концептуалізації продуктів, щоб вони відповідали очікуванням користувачів та відповідали стандартам останніх UI-шаблонів та компонентів.
За останні кілька років роль дизайнера взаємодії змінилася з увагою, що приділяється лише вказівки компонентів користувацького інтерфейсу та їх передачі інженерам, на ситуацію, в якій дизайнери мають більшу свободу проектування контекстуальних інтерфейсів на основі виконання потреб користувачів. Тому дизайн користувацьких вражень перетворився на багатодисциплінарну галузь дизайну, що включає в себе багато технічних аспектів, від дизайну рухомої графіки та анімації до програмування.

### Юзабіліті
Зручність використання — це ступінь, до якого продукт може бути використаний визначеними користувачами для досягнення визначених цілей з ефективністю, ефективністю та задоволенням в визначеному контексті використання.
Зручність використання (usability) відноситься до всіх інструментів, які використовуються людьми, і поширюється як на цифрові, так і на нецифрові пристрої. Тому це є підмножиною досвіду користувача, але не повністю зводиться до нього. Розділ зручності використання, який перетинається з дизайном користувацького досвіду, пов'язаний з можливістю людей використовувати систему або додаток. Хороша зручність використання є важливою для позитивного досвіду користувача, але сама по собі не гарантує його.

### Доступність
Доступність системи описує її легкість досягнення, використання та розуміння. У контексті дизайну користувацького досвіду, це також може стосуватися загальної зрозумілості інформації та функцій. Це допомагає скоротити криву навчання, пов'язану з системою. Доступність в багатьох контекстах може бути пов'язана з легкістю використання для людей з інвалідністю і входить в склад узагальнення користувальної здатності. Крім того, доступний дизайн — це концепція послуг, продуктів або закладів, в яких дизайнери повинні враховувати потреби людей з інвалідністю. Згідно з Рекомендаціями щодо доступності веб-контенту (WCAG), весь контент повинен дотримуватися чотирьох основних принципів POUR: сприйнятливість, можливість використання, зрозумілість та надійність.

#### Відповідність WCAG
Керівництво щодо доступності веб-контенту (WCAG) 2.0 охоплює широкий спектр рекомендацій з покращення доступності веб-контенту. Це робить веб-контент більш корисним для користувачів взагалі. Покращення доступності та доступу до контенту для всіх користувачів покращує загальний досвід користувача.

### Взаємодія людина–комп'ютер
Взаємодія людина-комп'ютер займається проектуванням, оцінкою та реалізацією взаємодійних обчислювальних систем для людського використання, а також вивченням головних феноменів, що оточують їх.
Готуємось до проектування
Після проведення досліджень, дизайнер використовує моделювання користувачів та їх середовищ. Моделювання користувачів або персонажі — це складні архетипи, що базуються на паттернах поведінки, виявлених під час дослідження. Персонажі надають дизайнерам точний спосіб мислення та комунікації щодо того, як групи користувачів поводяться, як вони думають, що хочуть досягнути і чому. Після створення персонажів дизайнеру легше зрозуміти цілі користувачів в конкретних контекстах, що особливо корисно під час створення концепцій та перевірки дизайну. Інші типи моделей включають моделі потоків роботи, моделі артефактів та фізичні моделі.
Дизайн
Коли дизайнер має чітке уявлення про потреби та цілі користувачів, він починає складати каркас взаємодії (також відомий як макети екранів). На цьому етапі визначається загальна структура макетів екранів, а також поведінка та організація продукту. Під час цієї ітераційної фази може використовуватися безліч матеріалів, від дошок до паперових прототипів. Паралельно з каркасом взаємодії розробляються візуальний та промисловий дизайни. Візуальний дизайн визначає атрибути досвіду, візуальну мову та стиль.
Коли створюється стійкий та стабільний фреймворк, скетчі-сторіборди перекладаються на повнорозмірні екрани, які зображують інтерфейс користувача на рівні пікселів. На цьому етапі дуже важлива тісна співпраця між дизайнером та командою програмістів. Їх внесок необхідний для створення готового дизайну, який можна буде побудувати, залишаючись вірним концепції.
Тестуйте та повторюйте
Тестування використовності проводиться шляхом надання користувачам різних завдань для виконання на прототипах. Будь-які проблеми, з якими стикаються користувачі, фіксуються як поле заміток, і ці замітки використовуються для внесення змін у дизайн та повторного проходження тестової фази. Крім відстеження проблем, також фіксуються запитання, які задаються користувачами, щоб ідентифікувати потенційні точки незрозуміння. Тестування використовності, в основному, є засобом «оцінки, а не створення».

## Результати UX
UX-дизайнери виконують різноманітні завдання і використовують ряд матеріалів, щоб передати свої ідеї дизайну та результати досліджень зацікавленим сторонам. Щодо документів специфікації UX, ці вимоги залежать від клієнта або організації, яка займається проектуванням продукту. Чотири основні результати — це: титульна сторінка, вступ до функціональності, макети та історія версій. Залежно від типу проекту, документи специфікації можуть також містити моделі потоку, культурні моделі, персонажі, історії користувачів, сценарії та будь-які попередні дослідження користувачів.
Результати, які UX-дизайнери будуть продукувати як частину своєї роботи, включають макети, прототипи, діаграми потоку користувачів, технічні специфікації та документацію, веб-сайти та додатки, макети, презентації, персонажі, профілі користувачів, відео та, в меншій мірі, звіти. Документування рішень дизайну у вигляді анотованих макетів дає розробнику необхідну інформацію, яку він може потребувати, щоб успішно написати код проекту.
Подальші дії після запуску проекту
Вимоги:
- Тестування користувача/тестування зручності використання
- A/B тестування
- Інформаційна архітектура
- Карти сайту та потоки користувачів
- Додаткове створення креслень макетів на основі результатів тестування та їх уточнення

## Зацікавлені сторони UX
Дизайнер користувацьких досвідів вважається практиком UX разом з наступними назвами посад: дослідник користувацьких досвідів, інформаційний архітектор, дизайнер взаємодії, інженер-фактор людини, бізнес-аналітик, консультант, креативний директор, архітектор взаємодії та спеціаліст з використовуваності.

### Дизайнери взаємодії
Дизайнери інтерактивних досвідів (IxD) відповідають за розуміння та уточнення поведінки продукту. Ця робота перетинається з роботою візуальних і промислових дизайнерів у кількох важливих аспектах. При проектуванні фізичних продуктів, дизайнери інтерактивних досвідів повинні працювати з промисловими дизайнерами на початкових етапах, щоб уточнити вимоги до фізичних вхідних пристроїв та зрозуміти поведінкові впливи механізмів за ними. Дизайнери інтерактивних досвідів перетинаються з візуальними дизайнерами протягом всього проекту. Візуальні дизайнери керують дискусіями про бренд та емоційний аспект досвіду, дизайнери інтерактивних досвідів комунікують пріоритет інформації, потоку та функціональності в інтерфейсі.

### Технічні комунікатори
Історично, технічна та професійна комунікація (ТПК) розглядалась як галузь, яка займається написанням та комунікацією. Однак, останнім часом UX дизайн став більш помітним в ТПК, оскільки компанії прагнуть розробляти контент для різноманітної аудиторії та досвідів. Тепер очікується, що технічні та професійні навички повинні бути поєднані з UX дизайном. Згідно з Верхульдсдонком, Говардом і Тамом, «…недостатньо писати хороший контент. Згідно з очікуваннями промисловості, окрім написання хорошого контенту, тепер також критично важливо створювати хороші досвіди навколо цього контенту.» Технічні комунікатори тепер повинні розглядати різні платформи, такі як соціальні медіа та додатки, а також різні канали, такі як веб та мобільні.

### Дизайнери інтерфейсу користувача
Дизайн інтерфейсу користувача (UI) — це процес створення інтерфейсів в програмному забезпеченні або комп'ютерних пристроях з упором на вигляд або стиль. Дизайнери прагнуть створювати дизайни, які користувачі знайдуть легкими у використанні і приємними. Дизайн інтерфейсу користувача зазвичай стосується графічних інтерфейсів користувача, але також включає інші, наприклад, голосові.

### Візуальні дизайнери
Візуальний дизайнер відповідає за ефективне візуальне відображення дизайну, що дозволяє передавати дані та натяки про очікувану поведінку продукту. Одночасно він відповідає за відображення бренду в продукті та створення позитивного першого враження, що відповідальність збігається з відповідними завданнями промислового дизайнера, якщо продукт включає в себе апаратне забезпечення. В основному, візуальний дизайнер має ставити перед собою максимальну зручність в поєднанні з максимальною привабливістю. Він не обов'язково має бути художником, але повинен виконувати тему в бажаному вигляді.

## Досвід користувача у відеоіграх
Відеоігри використовують тактики дизайну користувального досвіду, які є ключовими для їх успіху. Користувальний досвід в гральній індустрії покращився завдяки покращенню якості зображення та роздільної здатності. У минулому перші ігрові системи Nintendo мали дуже розмиту та спотворену графіку та не надавали користувачам чіткого зображення на екрані. Користувачі та розробники ігор хотіли більшого, ніж просто спотворене зображення для управління в 2D-платформі. З новими бажаннями надати гравцям кращий користувальний досвід та інтерфейс створили нові 3D-дизайни ігор. Додавання систем 3D зображень дало дизайнерам нові можливості користування та дозволило гравцям 3D-ігор досліджувати 3D-віртуальні карти, як у грі Mario Bros. Ця нова 3D-анімація стала лише поштовхом для подальшого покращення графічного контенту та також привела до створення більш реалістичного та орієнтованого на реальний світ зображення ігор.
З появою нових ігрових консолей, графічний інтерфейс значно поліпшується. Консолі, такі як PlayStation 4 та Xbox One, є останніми консолями наступного покоління, які відтворюють реалістичну графіку, що дозволяє гравцям отримати більш захопливий досвід взаємодії з грою. До таких ігор належать Grand Theft Auto V, NBA 2K19 та Madden NFL 19. В грі Madden та NBA користувачі можуть грати зі своїми улюбленими спортсменами, які майже точно відповідають їх реальному вигляду. Крім того, картинка в грі відображає татуювання та окремі особливі риси обличчя персонажів, які є в реальному житті. Крім того, поліпшення сюжету допомагає популярності ігор та сприяє загальному успіху. Згідно з Robin Burks, «гра в відеоігри передбачає більше взаємодії, ніж перегляд фільму чи телесеріалу. Наприклад, сцени зупиняються, поки гравці не змушені вирішувати, хто живе, а хто помирає, і, іноді, гравцям доводиться приймати таке рішення швидко. Ця взаємодія означає, що гравець стає частиною історії, а не просто пасивним учасником». Швидкі рішення та на грані ситуації в сюжеті відеоігор впливають на те, як гравці взаємодіють з грою. У деяких випадках користувачам доводиться вирішувати, хто з їх улюблених персонажів живе або помирає. Для гравців, які емоційно вкладаються у свої ігри, це підігріває їхні почуття та залишає їх з складним вибором.

## Тестування конструкції
Юзабіліті-тестування є найбільш поширеним методом, який використовують дизайнери для перевірки своїх проектів. Основна ідея проведення тестування користуваності полягає в перевірці того, чи працює дизайн продукту або бренду успішно з цільовими користувачами. Під час проведення тестування користуваності перевіряються дві річі: чи успішний дизайн продукту і якщо він не є успішним, як його можна покращити.
Під час тестування дизайнери тестують сам дизайн, а не користувача. Крім того, кожен дизайн постійно розвивається. Дизайнери проводять тестування користуваності на кожному етапі процесу дизайну і як можна раніше та частіше.

## Подальше читання
- Buxton, Bill (2010). Sketching User Experiences: Getting the Design Right and the Right Design. с. 436. ISBN 978-0-12-374037-3.
- Cooper, Alan (1999). The Inmates Are Running the Asylum: Why High-Tech Products Drive Us Crazy and How to Restore the Sanity. с. 261. ISBN 978-0-672-31649-4.
- Cooper, Alan; Reimann, Robert; Cronin, David; Noessel, Christopher (2014). About Face: The Essentials of Interaction Design (вид. 4th). ISBN 978-1-118-76657-6.
- Curedale, Robert (2018). Mapping Methods 2: Step-by-step guide Experience Maps Journey Maps Service Blueprints Affinity Diagrams Empathy Maps Business Model Canvas (вид. 2nd). ISBN 978-1-940805-37-5.
- Moggridge, Bill (2006). Designing Interactions. с. 766. ISBN 978-0-262-13474-3.
- Moser, Christian (2008). User Experience Design: Mit erlebniszentrierter Softwareentwicklung zu Produkten, die begeistern. с. 252. ISBN 978-3-642-13362-6.
- Norman, Donald (2013). The Design of Everyday Things. с. 351. ISBN 978-0-465-06710-7.
- Tidwell, Jenifer (2005). Designing Interfaces. с. 332. ISBN 978-1-4493-7970-4.